# Kozak (muzyka)

kozak

Kozak – muzyczna forma taneczna oparta na tańcu kozak. Znana także jako hopak.
Zwykle w formie pieśni dwuczęściowej. Metrum parzyste 2/4. Tempo szybkie. Gra energiczna.
Znane kozaki:
- Modest Musorgski – Cztery hopaki na skrzypce i fortepian (1866–1926)